# Ionide
Ionide (in greco antico: Ἰωνίδαι?, Ionídai) era un demo dell'Attica. Secondo alcuni storici era collocato a sud di Pallene, presso la moderna Charvati; altri lo identificano con le moderne Draphi, Lutro o Vurva.
Non si sa con certezza se l'eroe eponimo, Ione, era figlio dell'eroe Gargetto o di Xuto, che diede il nome ai Greci Ioni. L'associazione del figlio di Xuto all'Attica, tuttavia, sembra piuttosto tarda, cosicché è più probabile che si tratti del figlio di Gargetto. Di Ionide si sa poco: dalle iscrizioni si conosce solo che condivideva con Cidantide il culto per Eracle.